# Michele Frangilli
Michele Frangilli (n. 1 mai 1976, Gallarate, Lombardia, Italia) este un arcaș ce a reprezentat Italia, medaliat olimpic. A participat la 4 ediții ale Jocurilor Olimpice (1996, 2000, 2004, 2012) în care a câștigat o medalie de aur, o medalie de argint și o medalie de bronz.